# George E. Danielson
George Elmore Danielson (ur. 20 lutego 1915 w Wausa, zm. 12 września 1998 w Monterey Park) – amerykański polityk, członek Partii Demokratycznej.

## Działalność polityczna
Od 1963 do 1967 zasiadał w Zgromadzeniu Stanowym Kalifornii, a od 1967 zasiadał w Senacie stanu Kalifornia. Następnie od 3 stycznia 1971 do 3 stycznia 1975 przez dwie kadencje był przedstawicielem 29. okręgu, a od 3 stycznia 1975 do rezygnacji 9 marca 1982 przez cztery kadencje był przedstawicielem 30. okręgu wyborczego w Kalifornii w Izbie Reprezentantów Stanów Zjednoczonych.